# 버펄로그로브

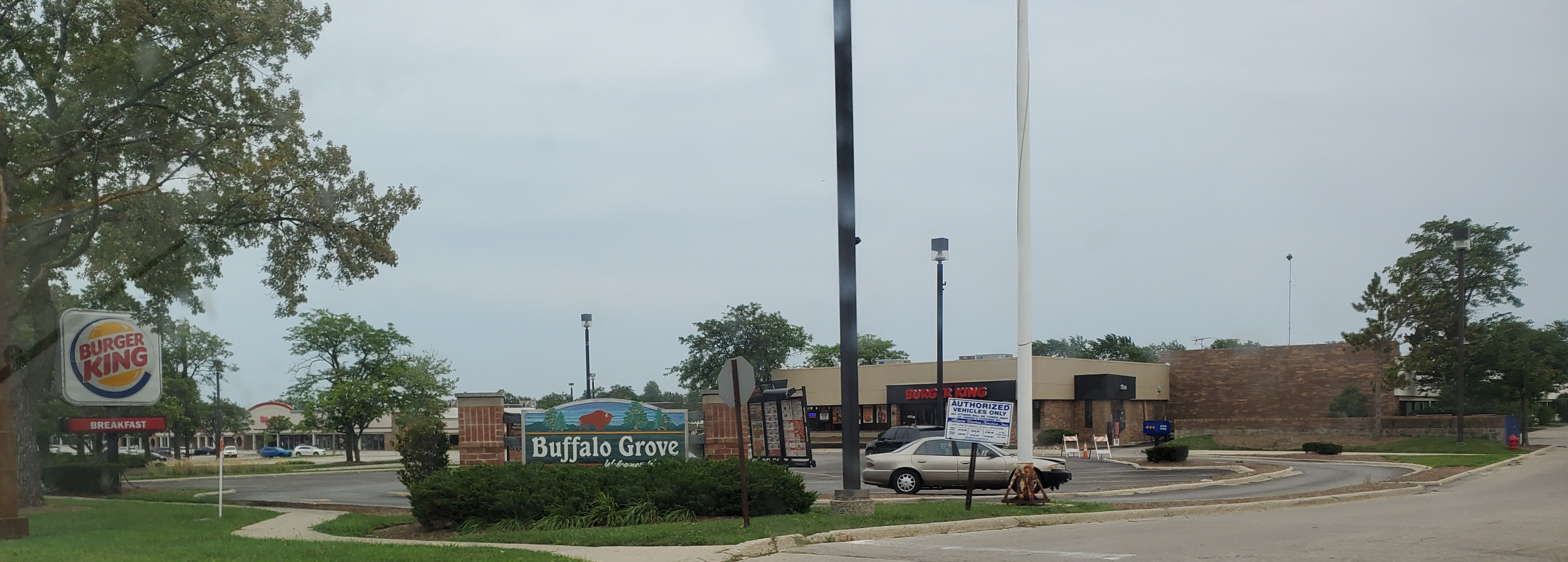
버펄로그로브의 환영 사인

버펄로그로브(영어: Buffalo Grove)는 미국 일리노이주 쿡군과 레이크군에 걸쳐 있는 빌리지이다. 시카고의 교외 지역으로, 다운타운 시카고에서 북서쪽으로 30마일 (50km)떨어져 있다. 총 9.6 제곱마일 (25 km2)의 면적으로 이루어져 있으며, 상위 3/4은 레이크군에, 하위 1/4은 쿡군에 해당한다. 2020년 인구 조사에 따르면 인구는 43,212명이다.